# Isten hátrafelé megy
Isten hátrafelé megy ist ein ungarischer Spielfilm von Miklós Jancsó aus dem Jahre 1990. Es ist der erste Film Jancsós nach dem Ende der kommunistischen Herrschaft in Ungarn und dem Abzug der sowjetischen Armee aus dem Land. Er enthält die Jancsó-typischen Motive wie Massen, nackte Frauen und Lieder, gefilmt in langen Einstellungen.

## Handlung
Der Filmemacher Marci und einer seiner Freunde brechen nach Beendigung von Filmaufnahmen im Buda-Schloss zu einem weiteren Auftrag auf. Diesmal ist der Drehort ein Schloss inmitten eines geräumigen Parks, eine von den Russen verlassene Polizeischule. Dort treffen sie Nathalie an, eine nackte Französin. Auf Bildschirmen verfolgen sie, wie in Moskau Michail Gorbatschow gestürzt und hingerichtet wird. Währenddessen kämpfen zwei rivalisierende Gruppen um das Schloss, ungarische Kommunisten und Nationalisten. Die Russen kommen mit Panzern zurück und töten alle Ungarn. Es stellt sich heraus, dass das Ganze ein Film war, den Miklós Jancsó gedreht hat, und der Regisseur lädt alle Beteiligten zu einem Fest ein. Bei einem Spaziergang werden Jancsó und der Drehbuchautor Gyula Hernádi erschossen.

## Kritik
Im International Film Guide 1992 hieß es, Miklós Jancsó komme nach seinen Filmen der 1980er-Jahre gut voran bei der Wiederherstellung seines lädierten Renommees. Dieser sei weniger obskur als die vorangegangenen.